# St. David (Trinidad y Tobago)
St. David es una parroquia de Trinidad y Tobago.

## Geografía
La parroquia abarca parte de la isla de Tobago y limita al norte y oeste con el mar Caribe, al sur con las parroquias de St. Patrick y St. Andrew y al este con las parroquias de St. John, St. Mary y St. George.

## Organización territorial
Consta de diez localidades:
- Arnos Vale
- Bethesda
- Castara
- Culloden
- Golden Lane
- Les Coteaux
- Mary's Hill
- Moriah
- Plymouth
- Whim

## Demografía
Datos demográficos de la parroquia de St. David:
| Gráfica de evolución demográfica de St. David entre 2000 y 2011 |
|                                                                 |